# Rainbow in the Dark
Rainbow in the Dark – drugi singiel wydany przez heavymetalowy zespół Dio. Został umieszczony na 13. miejscu na liście stacji VH1 Top 40 Greatest Metal Songs.

## W kulturze popularnej
Piosenka ta była na liście utworów w grze Rock Band 3 oraz w filmach Zła kobieta (2011) i Ricky 6 (2000).
Tytuł użyto w powieści graficznej, napisanej i zilustrowanej przez Comfort Love i Adama Withersa. Książka ta została nominowana do Harvey Awards w 2011 roku.